# Aeri de Montserrat

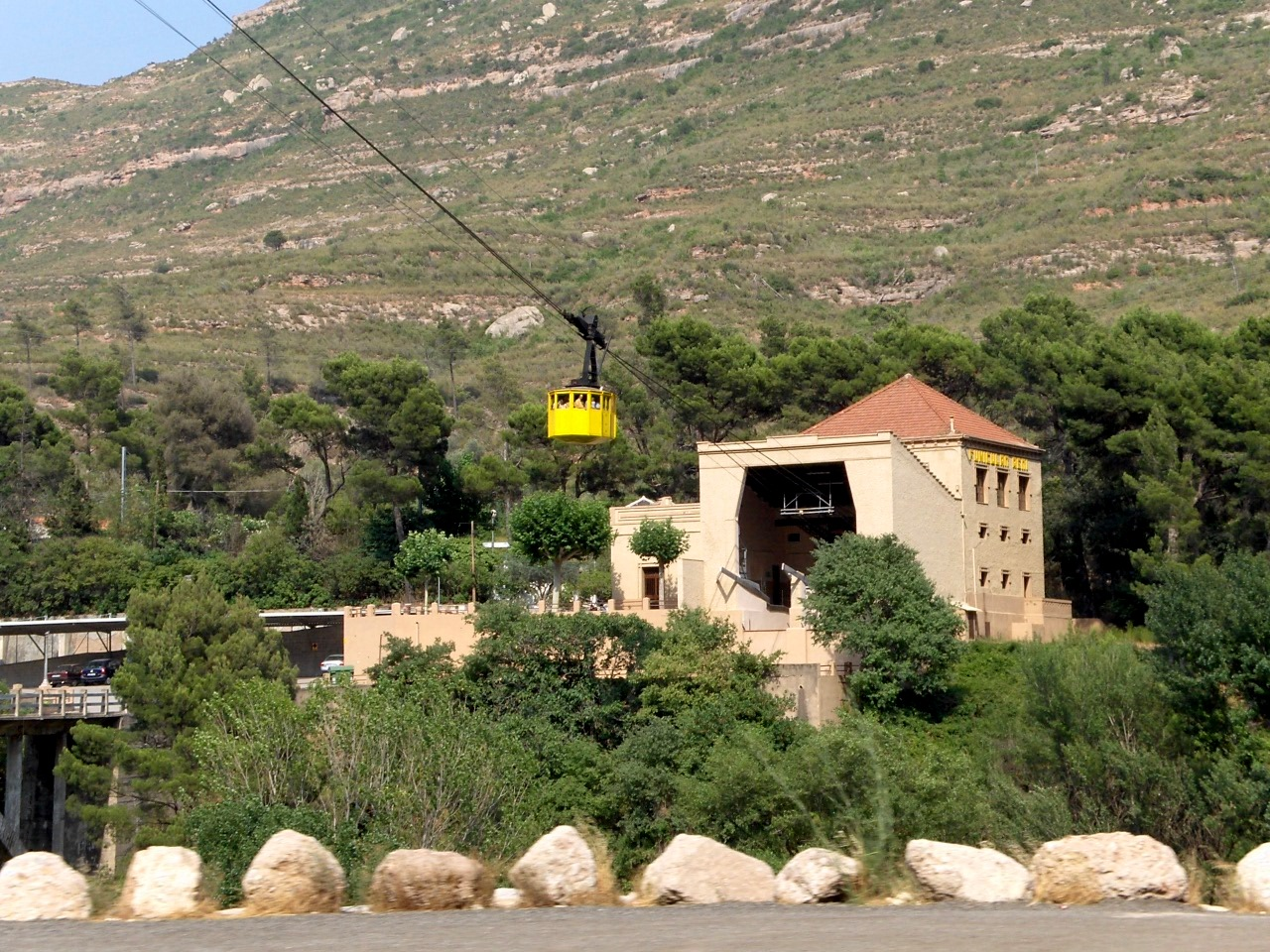
Lanovka Aeri de Montserrat

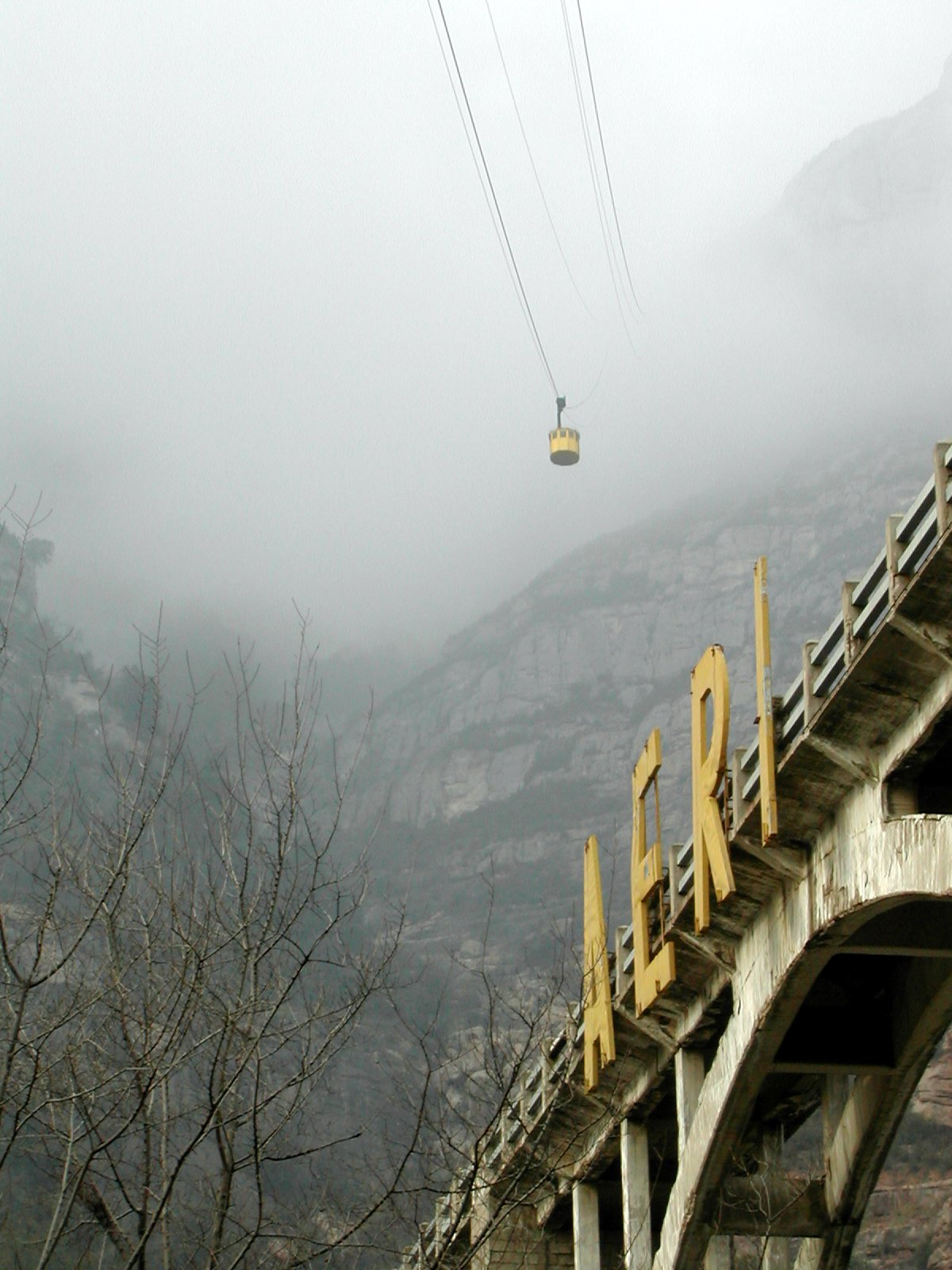
Aeri de Montserrat

Aeri de Montserrat (katalánská výslovnost: [əˈɛɾi ðə munsəˈrat]) je visutá lanová dráha, která představuje jeden ze způsobů, jak se dostat na horu Montserrat a k tamnímu klášteru. Nachází se přibližně jednu hodinu od města Barcelona v Katalánsku ve Španělsku.
Lanovku provozuje jiná společnost než ozubnicovou železnici a dvě horské lanovky, a není s nimi časově koordinována.
Trasa vede od kláštera ke stanici Montserrat-Aeri na železniční lince Ferrocarrils de la Generalitat de Catalunya (FGC), která spojuje barcelonské nádraží Plaça d'Espanya s městem Manresa. Společnost FGC provozuje ozubnicovou železnici na Montserrat, která poskytuje alternativní přístup na horu a ke klášteru, a dvě horské lanovky na samotné hoře – Funicular de Sant Joan a Funicular de Santa Cova.